# Need You Now
Need You Now é o segundo álbum de estúdio do grupo norte-americano de música country Lady Antebellum. O álbum foi lançado em 26 de janeiro de 2010, pela gravadora Capitol Nashville, e estreou na primeira posição da Billboard 200, vendendo 481 mil cópias em sua primeira semana. Em abril de 2010, foi certificado dupla platina pela RIAA, após a venda de duas milhões de cópias nos Estados Unidos. Em setembro deste ano, havia vendido aproximadamente 2,6 milhões de exemplares no país.

## Faixas
1. "Need You Now" (Dave Haywood, Josh Kear, Charles Kelley, Hillary Scott) — 4:37
2. "Our Kind of Love" (Haywood, Kelley, Scott, Michael Busbee) — 4:09
3. "American Honey" (Cary Barlow, Hillary Lindsey, Shane Stevens) — 3:44
4. "Hello World" (Tom Douglas, Tony Lane, David Lee) — 5:26
5. "Perfect Day" (Jerry Flowers, Haywood, Kelley, Scott) — 3:21
6. "Love This Pain" (Marv Green, Jason Sellers) — 3:03
7. "When You Got a Good Thing" (Haywood, Kelley, Scott, Rivers Rutherford) — 4:57
8. "Stars Tonight" (Monty Powell, Haywood, Kelley, Scott) — 4:04
9. "If I Knew Then" (Kelley, Powell, Anna Wilson) — 4:15
10. "Something 'Bout a Woman" (Haywood, Kelley, Scott, Craig Wiseman) — 3:41
11. "Ready to Love Again" (Haywood, Kelley, Scott, Busbee) — 2:53

Edição internacional
1. "Need You Now" (Pop Mix) (Dave Haywood, Josh Kear, Charles Kelley, Hillary Scott) — 3:55
2. "Our Kind of Love" (Haywood, Kelley, Scott, Busbee) — 4:07
3. "American Honey" (Cary Barlow, Hillary Lindsey, Shane Stevens) — 3:45
4. "Hello World" (Tom Douglas, Tony Lane, David Lee) — 5:24
5. "Perfect Day" (Jerry Flowers, Haywood, Kelley, Scott) — 3:21
6. "Love This Pain" (Marv Green, Jason Sellers) — 3:03
7. "When You Got a Good Thing" (Haywood, Kelley, Scott, Rivers Rutherford) — 4:56
8. "Stars Tonight" (Monty Powell, Haywood, Kelley, Scott) — 4:02
9. "If I Knew Then" (Kelley, Powell, Anna Wilson) — 4:13
10. "Lookin' for a Good Time — 3:06
11. "Ready to Love Again" (Haywood, Kelley, Scott, Busbee) — 2:51
12. "I Run to You" — 4:17
13. "Bottle Up Lightning" — (faixa bônus japonesa)
14. "Last Night Last" — 4:13 (faixa bônus no iTunes)

## Paradas musicais
| Parada (2010)                               | Melhor posição |
| ------------------------------------------- | -------------- |
| Austrália (Australian Albums Chart)         | 20             |
| Austrália (Australian Country Albums Chart) | 1              |
| Canadá (Canadian Albums Chart)              | 1              |
| Países Baixos (Dutch Albums Chart)          | 4              |
| França (French Albums Chart)                | 19             |
| Grécia (Greek Albums Chart)                 | 37             |
| Irlanda (Irish Albums Chart)                | 11             |
| Nova Zelândia (New Zealand Albums Chart)    | 1              |
| Portugal (Portuguese Albums Chart)          | 9              |
| Suécia (Swedish Albums Chart)               | 29             |
| Suíça (Swiss Albums Chart)                  | 22             |
| Reino Unido (UK Albums Chart)               | 8              |
| Estados Unidos (Billboard 200)              | 1(2x)          |

### Vendas e certificações
| Região         | Fornecedor   | Certificação |
| -------------- | ------------ | ------------ |
| Estados Unidos | RIAA         | 2× Platina   |
| Canadá         | Music Canada | 2× Platina   |
| Nova Zelândia  | RIANZ        | Ouro         |